# Laticauda
Laticauda – rodzaj jadowitych węży morskich z rodziny zdradnicowatych (Elapidae).

## Zasięg występowania
Rodzaj obejmuje gatunki występujące w wodach południowej i wschodniej Azji, Archipelagu Malajskiego oraz Oceanu Spokojnego.

## Systematyka

### Etymologia
- Laticauda: łac. latus „szeroki”[7]; cauda „ogon”[8].
- Platurus: gr. πλατυς platus „szeroki”[9]; ουρα oura „ogon”[10]. Gatunek typowy: Platurus fasciatus Latreille, 1801 (= Hydrus colubrinus Schneider, 1799).
- Pseudolaticauda: gr. ψευδος pseudos „fałszywy”[11]; rodzaj Laticauda Laurenti, 1768. Gatunek typowy: Platurus semifasciatus Reinhardt, 1837.

### Podział systematyczny
Do rodzaju należą następujące gatunki: 
- Laticauda colubrina (Schneider, 1799) – wiosłogon żmijowaty[12]
- Laticauda crockeri Slevin, 1934 – wiosłogon karłowaty[12]
- Laticauda frontalis (De Vis, 1905)
- Laticauda guineai Heatwole, Busack & Cogger, 2005
- Laticauda laticaudata (Linnaeus, 1758) – wiosłogon pospolity[13]
- Laticauda saintgironsi Cogger & Heatwole, 2006
- Laticauda schistorhyncha (Günther, 1874)
- Laticauda semifasciata (Reinwardt, 1837) – wiosłogon prążkowany[12]